# Hàng không năm 1932
Đây là danh sách các sự kiện hàng không nổi bật xảy ra trong năm 1932:

## Các sự kiện
- Đội bay biểu diễn nhào lộn Siskins của Canada giải tán.

### Tháng 1
- Tàu sân bay của Hải quân Thiên hoàng Nhật Bản Hōshō và Kaga tiến vào lãnh hải của Trung Quốc sau khi sự kiện Thượng Hải vào ngày 28 tháng 1 năm 1931.
- 20 tháng 2 - Imperial Airways thực hiện các chuyến bay vận chuyển bưu phẩm hàng tuần xuyên châu Phi đến Cape Town.

### Tháng 2
- 14 tháng 2 - Ruth Nichols lập một kỷ lục mới về độ cao với một máy bay sử dụng động cơ diesel, nó đạt độ cao 6.047 m (19.928 ft) trên một chiếcLockheed Vega đã được cải tạo.

### Tháng 3
- Chiếc Avro 504 cuối cùng rời dây chuyền sản xuất. Loại máy bay này đã được sản xuất liên tục trong 19 năm.
- 20 tháng 3 - Công ty hàng không Luftschiffbau Zeppelin bắt đầu các chuyến bay dịch vụ giữa Đức và Brasil, sử dụng khí cầu Graf Zeppelin.
- 24 tháng 3-28 - Jim Mollison lập một kỷ lục mới về thời gian khi bay tuyền đường giữa Anh và Cape Town, mất 4 ngày 17 giờ trên một chiếc de Havilland Puss Moth.
- 25 tháng 3 - Hãng hàng không Dobrolyot mở rộng hoạt động trong nước Mỹ và đổi tên thành Aeroflot

### Tháng 4
- 19 tháng 4-28 - Charles Scott lập một kỷ lục về thời gian thực hiện chuyến bay một mình giữa Anh và Darwin, Australia, trong 8 ngày 20 giờ trên một chiếc de Havilland Gipsy Moth.
- 27 tháng 4 - Imperial Airways bắt đầu các chuyến bay vận chuyển hành khách đến Cape Town.

### Tháng 5
- Không quân Ai Cập được thành lập.
- 9 tháng 5 - Đại úy Albert Hegenberger thực hiện chuyến bay đêm đầu tiên trọn vẹn trên một chiếc Consolidated NY-2.
- 20 tháng 5-21 - Amelia Earhart, bay trên một chiếc Lockheed Vega, trở thành người phụ nữ đầu tiên thực hiện chuyến bay một mình xuyên qua Nam Đại Tây Dương, từ Harbour Grace, Newfoundland đến Derry, Bắc Ireland.

### Tháng 6
- 29 tháng 6 - Một chiếc máy bay ký sinh, F9C Sparrowhawk được neo vào khí cầu USS Akron lần đầu tiên.

### Tháng 7
- 21 tháng 8 - Wolfgang von Gronau thực hiện chuyến bay vòng quanh thế giới trên một chiếc Dornier Wal, mất 111 ngày, đây là chuyến bay vòng quanh thế giới đầu tiên của một chiếc thủy phi cơ.
- 23 tháng 7 - Một nhà hàng không tiên phong, Alberto Santos-Dumont treo cổ tự tử.

### Tháng 8
- 14 tháng 8-28 - Cuộc đua du lịch quốc tế lần thứ 3 Challenge 1932 ở Berlin, người chiến thắng là Franciszek Zwirko và Stanislaw Wigura (người Ba Lan) trên máy bay RWD-6.
- 14 tháng 8-23 - Frances Mersalis và Louise Thaden, là 2 phụ nữ đã lập một kỷ lục về thời gian bay trong 8 ngày 4 giờ.
- 18 tháng 8 - Auguste Piccard và Max Cosyns đã lập một kỷ lục độ cao của khí cầu, 16.201 m (53.153 ft).
- 18 tháng 8-19 - Jim Mollison thực hiện chuyến bay một mình đầu tiên từ Đông sang Tây xuyên qua Đại Tây Dương, trên một chiếc de Havilland Puss Moth từ Dublin đến New Brunswick
- 21 tháng 8-27 - 7.363 km là quãng đường của cuộc đua Challenge 1932.
- 25 tháng 8 - Amelia Earhart là người phụ nữ thực hiện chuyến bay xuyên lục địa Bắc Mỹ đầu tiên. Cô bay trên một chiếc Lockheed Vega.

### Tháng 9
- 3 tháng 9 - Jimmy Doolittle lập một kỷ lục về vận tốc của máy bay, đạt 296 mph (476 km/h) trên một chiếc Gee Bee R-1
- 7 tháng 9 - Thomas Settle và Winfield Bushnell lập một kỷ lục mới về quãng đường bay của khí cầu, dài 1.550 km (963 miles) giữa Basle, Thụy Sĩ và Vilna, Ba Lan.
- 11 tháng 9 - Người chiến thắng trong giải đua Challenge 1932, Franciszek Zwirko và Stanislaw Wigura chết trong một tai nạn máy bay.
- 16 tháng 9 - Cyril Uwins lập một kỷ lục mới về độ cao mà máy bay đạt được, đạt 43.976 ft (13.404 m) trên một chiếc Vickers Vespa.
- 25 tháng 9 - Lewis Yancey lập một kỷ lục về độ cao của máy bay lên thẳng, đạt 21.500 ft (6.553 m) trên một chiếc Pitcairn PCA-2

### Tháng 10
- 15 tháng 10 - Hãng hàng không Tata Sons mở một tuyến đường bay vận chuyển bưu phẩm giữa Karachi và Madras, đây là dịch vụ hàng không đầu tiên hoạt động trong Ấn Độ.

### Tháng 11
- 14 tháng 11-18 - Amy Johnson phá vỡ kỷ lục thời gian bay giữa Anh-Cape Town, nhanh hơn 11 giờ so với kỷ lục của Mollison lập vào tháng 3. Cô bay trên chiếc de Havilland Puss Moth.
- 19 tháng 11 - Một tượng đài quốc gia về Anh em nhà Wright được khánh thành tại Kitty Hawk, Bắc Carolina.

## Chuyến bay đầu tiên

### Tháng 1
- 29 tháng 1 - De Havilland Fox Moth

### Tháng 3
- 20 tháng 3 - P-26 Peashooter

### Tháng 5
- 7 tháng 5 - Dornier Do 11

### Tháng 6
- 3 tháng 6 - RWD-6
- 6 tháng 6 - Armstrong Whitworth Atalanta
- 18 tháng 6 - Dewoitine D.500
- 25 tháng 6 - Farman 1000

### Tháng 7
- 8 tháng 7 - Supermarine Scapa

### Tháng 8
- 7 tháng 8 - RWD-5
- 13 tháng 8 - Gee Bee R-1

### Tháng 9
- 30 tháng 9 - Blackburn Baffin

### Tháng 11
- 4 tháng 11 - Beech Staggerwing
- 24 tháng 11 - De Havilland Dragon

### Tháng 12
- 1 tháng 12 - Heinkel He 70
- 21 tháng 12 - Vickers Vincent

## Bắt đầu hoạt động

### Tháng 2
- De Havilland Tiger Moth trong Trường bay trung tâm Không quân Hoàng gia.

### Tháng 12
- PZL P.7a trong Không quân Ba Lan